# Alburnus macedonicus
Espèce
Synonymes
- Alburnus alburnus macedonicus Karaman, 1928[2]

Statut de conservation UICN

 CR A3c; B1ab(i,ii,iii)+2ab(i,ii,iii) : 
En danger critique
Alburnus macedonicus est un poisson d'eau douce de la famille des Cyprinidae.

## Répartition
Alburnus macedonicus est endémique du lac Doïran entre la Grèce et la Macédoine du Nord.

## Description
La taille maximale connue pour Alburnus macedonicus est de 145 mm.

## Publication originale
- Karaman, 1928 : Beiträge zur Ichthyologie von Jugoslavien I.. Bulletin de la Société Scientifique de Skopje, vol. 6, n. 3, p. 147-176[5].